# Pierwszy po Bogu
Pierwszy po Bogu (ros. Первый после Бога, Pierwyj posle Boga) – rosyjski film wojenny z 2005 roku w reżyserii Wasilija Cziginskiego.

## Opis fabuły
Finlandia, 1944 r. Aleksander Marinin (Dmitrij Orłow) jest zasłużonym dowódcą okrętu podwodnego. Jego miłością jest Tanka (Jelizawieta Bojarska). Tymczasem ze względu na arystokratyczne pochodzenie mężczyzną zaczyna się interesować NKWD. Tajne służby widzą w nim wroga państwa.

## Obsada
- Dmitrij Orłow jako Aleksander Marinin
- Jelizawieta Bojarska jako Tanka
- Władimir Gostiuchin jako Kombirg
- Siergiej Gorobczenko jako Galiew
- Jekaterina Wuliczenko jako Zojka
- Dmitrij Rudkow jako Waśka
- Siergiej Rubeko jako Starpom Rogatko
- Micheil Gomiaszwili jako major Szarabidze
- Irina Björklund jako Anna

i inni